# Westland Tai Poutini National Park
Westland Tai Poutini National Park – jeden z czternastu parków narodowych w Nowej Zelandii. Zlokalizowany jest na zachodnim wybrzeżu Wyspy Południowej. Został utworzony w 1960 roku. Zajmuje powierzchnię 1319,8 km². Tak jak pozostałe parki narodowe w Nowej Zelandii, jest zarządzany przez Department of Conservation. Należy do grupy Te Wāhipounamu – czterech nowozelandzkich parków narodowych wpisanych razem na listę światowego dziedzictwa UNESCO.
Obszar parku rozciąga się od górskich szczytów w Alpach Południowych, przez tropikalne puszcze, aż do plaż nad Morzem Tasmana w regionie West Coast. W krajobrazie parku można spotkać zarówno wysokie góry, lodowce, jak i mokradła. Na terenie parku są pozostałości po wydobyciu złota.

## Miejsca na terenie parku
- Lodowiec Foxa
- Lodowiec Franciszka Józefa
- Jezioro Lake Matheson

## Flora
W Parku Narodowym Westland występują typowe dla Nowej Zelandii wiecznie zielone tropikalne puszcze. Na terenie całego parku rośnie ponad 600 gatunków i odmian roślin naturalnie występujących w Nowej Zelandii. Wiele z nich zagrożonych jest przez inwazyjne gatunki zwierząt roślinożernych, między innymi introdukowaną pałankę kuzu (lis workowaty).

## Fauna
Na terenach podmokłych w pobliżu wybrzeża można spotkać gatunki takie jak perkoz dwuczuby i czapla biała. W niższych partiach lasu zamieszkuje populacja odmiany kiwi: zagrożonego Apteryx rowi.